# Londonistan
Londonistan est le nom donné à la fin des années 1990 par les services secrets français, et depuis tombé dans le langage médiatique, aux réseaux islamistes jihadistes, souvent proches d'Al-Qaïda, présents à Londres.

## Étymologie
Le nom est composé d'une fusion de London et du suffixe « istan », présent dans les noms de nombreux pays musulmans comme le Pakistan ou l'Afghanistan.
Selon Omar Nasiri : « Du milieu à la fin des années 1990, la capitale britannique a reçu le surnom de Londonistan, un titre fourni par des responsables français furieux de la présence croissante d'islamistes radicaux à Londres et de l'incapacité des autorités britanniques à faire quoi que ce soit à ce sujet. [...] Des raids en France et en Belgique avaient révélé des numéros de téléphone et de fax liés au Royaume-Uni, et des noms de suspects avaient été transmis. Certains responsables français pensent que si davantage avait été fait par la Grande-Bretagne à l'époque, le réseau à l'origine des attentats de l'été 1995 aurait pu être démantelé et les attentats évités ».

## Les réseaux
Pierre Martinet, ancien de la DGSE, cite Abou al-Walid, ressortissant saoudien pisté par une équipe en vue de sa neutralisation. Il a été établi que Djamel Beghal, membre de l'organisation Al-Qaïda (Oussama ben Laden) a fréquenté les lieux de prière où il aurait aussi rencontré Abou Qatada.
Lors de son intervention dans l'émission du 28 mars 2018 de C dans l'air Wassim Nasr, journaliste France 24 spécialiste du djihadisme, fait référence à la « tolérance » du Royaume-Uni face au mouvement djihadiste sur son sol, en utilisant le mot « Londonistan ». En effet, Londres tolérait les islamistes car ils étaient « du bon côté de l'histoire », car ils combattaient les Soviétiques en Afghanistan.
Le prédicateur radical Anjem Choudary est considéré comme une figure du Londonistan.